# Шивачево
Шивачево (болг. Шивачево) (до 1909 — Терзобас; между 1909 и 1934 — Източно Шивачево; между 1934 и 1976 — Голямо Шивачево) — город в Болгарии. Находится в Сливенской области, входит в общину Твырдица. Население составляет 3 836 человека.

## История
Статус города получил 7 сентября 1984 года.

## География
Город находится у подножья гор Стара-Планина. Город находится в 30 км западней Сливена и на 25 км северней Нова-Загоры.

## Достопримечательности
- Имеется Этнографический музей.
- Церковь «Святого Димитра» середины 18 века.

## Политическая ситуация

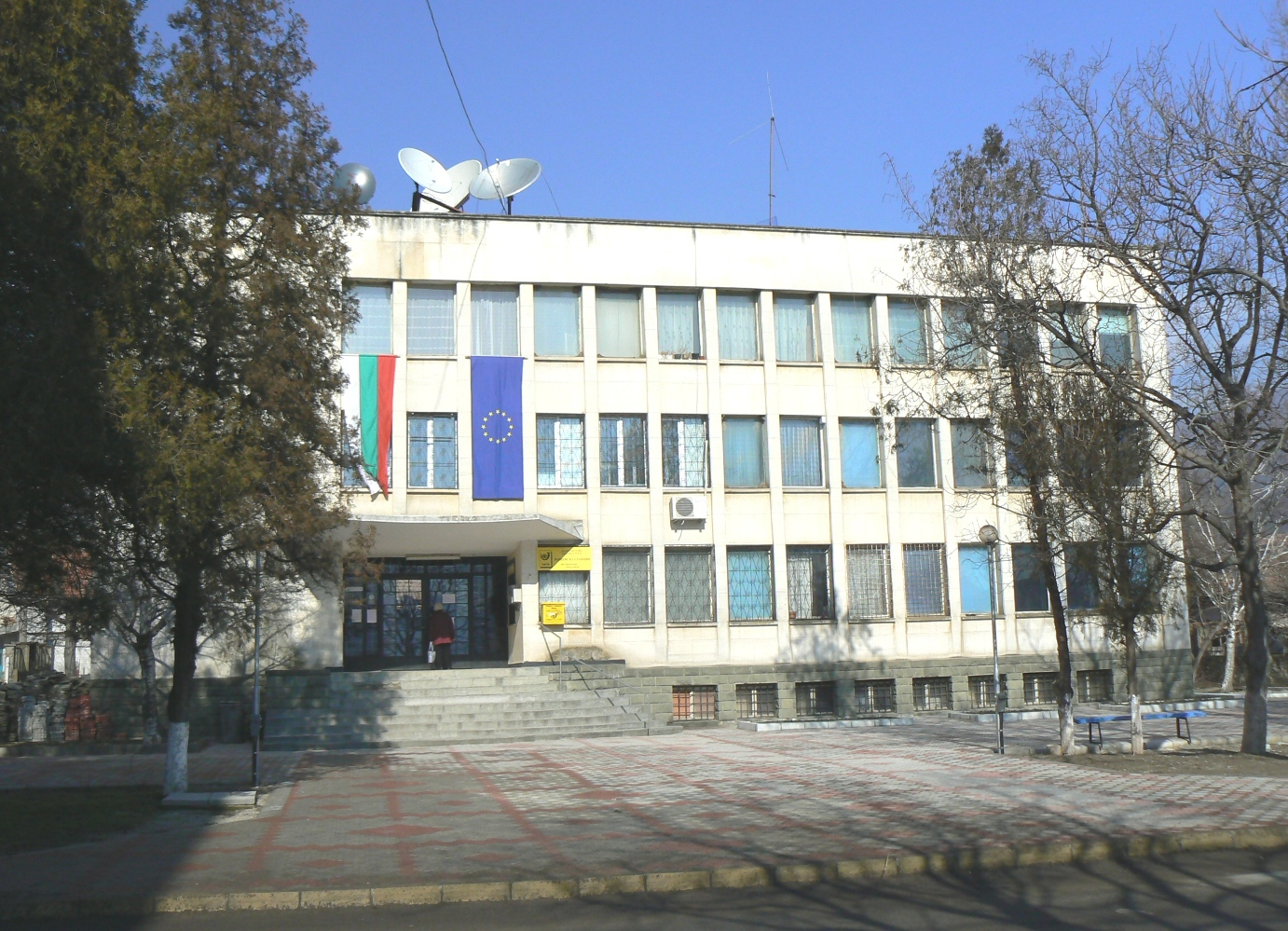
Здание Кметства

В местном кметстве Шивачево, в состав которого входит Шивачево, должность кмета (старосты) исполняет Петко Петков (Болгарская социалистическая партия).
Кмет (мэр) общины Твырдица — Атанас Атанасов (ГЕРБ).